# ألكسندر بونجافيتش
ألكسندر بونجافيتش مواليد 3 مارس 1991 في غورنيي ميلانوفاتس، جمهورية صربيا الاشتراكية، هو لاعب كرة سلة صربي. بدأ مسيرته الاحترافية في سنة 2009. يلعب مع نادي شينتجور لكرة السلة. يحمل الرقم 24.

## المسيرة الاحترافية
لعب مع نادي إف إم بي لكرة السلة من سنة 2009 إلى 2011، ثم لعب مع نادي دومجاله لكرة السلة من سنة 2012 إلى 2014، ثم لعب مع زلاتوروج لاشكو في موسم 2014–2015، ثم لعب مع نادي شينتجور لكرة السلة في سنة 2015.

## روابط خارجية
- ألكسندر بونجافيتش على موقع كرة السلة الأوروبية.كوم (الإنجليزية)
- ألكسندر بونجافيتش على موقع ريلجم (الإنجليزية)
- ألكسندر بونجافيتش على موقع بروبوليرز (الإنجليزية)